# Regiane Alves
Regiane Kelly Lima Alves, née le 31 août 1978 à Santo André dans l'État de São Paulo, est une actrice brésilienne.

## Biographie
Après 24 ans de carrière chez Globo où elle a commencé avec A Muralha en 2000, l'actrice, après son rôle dans Vai na fé, voit en 2023 le terme du contrat global d'exclusivité qui la lie au groupe. Leurs relations contractuelles se poursuivent dans le cadre de contrats à durée déterminée et elle devient libre de négocier des rôles sur d’autres diffuseurs et plateformes de streaming,.  

## Filmographie

### Feuilletons télévisés
- 1998 : Fascinação : Ana Clara Gouveia Prates[2]
- 1998 : Meu Pé de Laranja Lima : Lili[2]
- 2000 : A Muralha : Rosália Olinto[2]
- 2000 : Laços de Família : Clara[2],[4]
- 2002 : Desejos de Mulher : Letícia Miranda Moreno[4]
- 2003 : Mulheres Apaixonadas : Dóris de Souza Duarte[5],[2],[4]
- 2004 : Cabocla : Belinha (Elizabeth Emerenciana de Sousa Pereira Junqueira Caldas)[5],[2],[4]
- 2006 : Páginas da Vida : Alice Miranda de Vilela Arruda[2],[4]
- 2008 : Beleza Pura : Joana da Silva Amarante[2],[4]
- 2010 : Tempos Modernos : Goretti Cordeiro[2],[4]
- 2011 : A Vida da Gente : Cris (Cristiane Macedo)[2],[4]
- 2012 : Guerra dos Sexos : Jennifer[4]
- 2013 : Sangue Bom : Renata Moretti[2],[4]
- 2016 :A Lei do Amor[4]
- 2018 : O Tempo Não Para[4]
- 2019 : Dança dos Famosos[2]
- 2022 : Além da Ilusão[4]
- 2023 : Vai no Fé [6]

#### Participations
- 2001 : Sítio do Pica-Pau Amarelo : Branca de Neve
- 2001 : Brava Gente : Gigi
- 2001 : Brava Gente : Branca Luz
- 2006 : Minha Nada Mole Vida : Elisandra Peres
- 2009 : A Turma do Didi : Ela Mesma

### Films
- 2004 : Onde Anda Você : Estela da Luz
- 2005 : Corpo : Helena
- 2006 : Zuzu Angel : Hildegard Angel
- 2006 : O Dono do Mar : Germana
- 2011 : Retrato Falhado : Pérola
- 2013 : Isolados : Renata
- 2013 : O Menino no Espelho : Odete

### Théâtre
- 2002 : Caminhos de José Brandão
- 2005 : Dança Lenta no Local do Crime
- 2007 : Ricardo III
- 2007 : Mãos ao Alto São Paulo

### Clips
- 2007 : Velocidade da Luz de Rodrigo Moratto
- 2007 : Dia Branco de Thiago Antunes